# Vrancke van der Stockt
Vrancke van der Stockt (Bruselas, antes de 1420-14 de junio de 1495) fue un pintor primitivo flamenco, seguidor y probablemente colaborador de Rogier van der Weyden, cuyo estilo habría contribuido a difundir. No se conocen obras documentadas a su nombre, pero sobre la base de su relación con Van der Weyden y en torno al Tríptico de la Redención del Museo del Prado, el primero que le fue atribuido ya en la década de 1920 por Hulin de Loo, se reunió un grupo relativamente homogéneo de obras deudoras del estilo del maestro aunque carentes de su solemnidad y elegancia. Sin embargo, la atribución del tríptico del Prado a Van der Stockt, cuestionada ya por Max Friedländer en 1937, ha sido rechazada por especialistas como Lorne Campbell y por el propio Museo, donde las tablas han pasado a exhibirse a nombre de un anónimo Maestro de la Redención del Prado, obligando a un replanteamiento general de la cuestión.

## Biografía
Hijo del también pintor Jan van der Stockt, que en mayo de 1444 le cedió el taller con todo el mobiliario de su casa, en 1445 ingresó en el gremio de San Lucas de Bruselas. Casado con Catherine de Moeyen, tuvo con ella cinco hijos de los que dos fueron también pintores: Bernaert (hacia 1469-1538) y Michiel (después de 1469). A la muerte de Rogier van der Weyden, en 1464, fue nombrado pintor de la ciudad, a pesar de que previamente se había decidido no volver a otorgar el título de pintor oficial.
Ocupó también cargos de gobierno en la ciudad, de la que fue magistrado en 1465, 1472 y 1475, y provisor de la Hermandad de San Eloy entre 1471 y 1473. En 1476 representó a los pintores en el pleito que sostuvieron contra el gremio de los tapiceros sobre la delimitación de sus respectivas competencias.
Aun cuando hay constancia de su solvencia económica —en diciembre de 1463 pudo comprar un pequeño señorío, al que agregó algo más tarde nuevas tierras de pastos y bosques, además de ser propietario de dos casas en Bruselas y de títulos de renta—, son muy pocas las noticias relativas a su actividad artística. Se sabe que en 1460 pintó los estandartes para el castillo ducal de Halle y que en 1467 proporcionó el modelo de un árbol de Jesse para ser tallado en madera. Con su taller participó en 1468 en las decoraciones para los festejos organizados por la ciudad de Brujas con ocasión del casamiento de Carlos el Temerario y Margarita de York. Los pagos al artista y a sus tres asistentes se encuentran entre los más altos junto con los del pintor de Tournai Jacques Daret. En 1489 fundó junto con su mujer un servicio anual «de la misma manera que la fundación hecha en favor del taller por la esposa del maestro Rogier».

## Obra
Hulin de Loo, al rechazar contundentemente la propuesta de Waagen de identificar el Tríptico de la Redención del Prado con el retablo pintado por Rogier van der Weyden para el abad de Saint-Áubert en Cambrai, pues ni sus medidas ni el número de sus componentes coinciden con los mencionados en la documentación, propuso como el autor más probable a Van der Stockt, dada la cercanía que estimaba debía existir entre ellos, como el maestro y, a juzgar por los documentos que hablaban de su fortuna y su cargo en el ayuntamiento bruselés, el mejor de sus discípulos. Con el tríptico del Museo del Prado, ahora atribuido al Maestro de la Redención del Prado, se relacionaron desde el primer momento, entre otras, el Tríptico del Juicio Final del Ayuntamiento de Valencia, la Presentación de la Virgen en el templo (Monasterio de El Escorial), la Anunciación del Museo de Bellas Artes de Dijon, una Lamentación sobre el cuerpo de Cristo muerto del Museo Mayer van den Bergh de Amberes y la Virgen entre cuatro santos de colección particular, a los que posteriormente se fueron añadiendo nuevas atribuciones y un grupo de dibujos de problemática relación con las pinturas al óleo. Sin embargo, no hay pruebas de que Van der Stockt realizase ninguna de las obras que se le fueron atribuyendo y ninguna de las obras mencionadas como suyas en los documentos es identificable actualmente.